# 布瓦西勒塞克
布瓦西勒塞克（法語：Boissy-le-Sec，法語發音：[bwasi lə sɛk] ⓘ）是法国法兰西岛大区埃松省的一个市镇，属于埃唐普区。

## 地理
布瓦西勒塞克（48°28'38"N, 2°5'25"E）面积19.06 平方千米，位于法国法蘭西島大區埃松省，该省份为法国北部内陆省份，北起上塞纳省和马恩河谷省，西接厄尔-卢瓦省和伊夫林省，南至卢瓦雷省，东临塞纳-马恩省。
与布瓦西勒塞克接壤的市镇（或旧市镇、城区）包括：塞迈斯、布泰尔维利耶、布里耶尔莱塞莱、埃唐普、拉福雷勒鲁瓦、鲁万维尔、维勒科南。

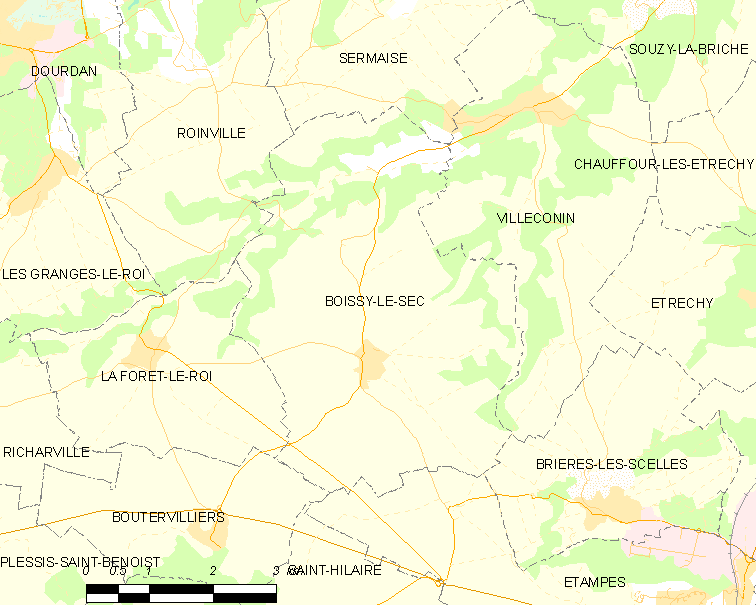
布瓦西勒塞克的OSM定位图

布瓦西勒塞克的时区为UTC+01:00、UTC+02:00（夏令时）。

## 行政
布瓦西勒塞克的邮政编码为91870，INSEE市镇编码为91081。

## 政治
布瓦西勒塞克所属的省级选区为埃唐普县。

## 人口

1962-2008年间布瓦西勒塞克人口变化图示

布瓦西勒塞克于2022年1月1日时的人口数量为693人。